# Søren Lund
 Der er flere personer med dette navn, se Søren Lund (flertydig).
Søren Jørgensen Lund (født 12. december 1852 i Horne ved Faaborg, død 13. februar 1933 på Frederiksberg) var en dansk maler.
Lund stod i malerlære hos Syrak Hansen, blev dimitteret fra Det tekniske Selskabs Skole, København, frekventerede Kunstakademiet, hos Jørgen Roed 1874-82 med enkelte afbrydelser og Laurits Tuxens malerskole vinteren 1882-83.
Søren Lund var først og fremmest dyre- og landskabsmaler. Personligt stod Lund Fynboerne nær, men hans udtryk var langt fra deres.
Han er begravet på Vestre Kirkegård.

## Hæder
- 1904: K.A. Larssens og Hustru L.M. Larssens født Thodbergs Legat
- 1929: N.P. Mols